# Seafield Works
Die Seafield Works waren ein textilproduzierendes Unternehmen in der schottischen Stadt Dundee in der gleichnamigen Council Area. 1986 wurden seine Gebäude in die schottischen Denkmallisten in der höchsten Denkmalkategorie A aufgenommen.

## Geschichte
Die Seafield Works wurden im Jahre 1848 von Thomas Shepherd gegründet. Um 1850 war eine fünfstöckige Spinnerei fertiggestellt. Im Wesentlichen in den frühen 1860er Jahren wurde das Unternehmen signifikant erweitert. Das auf die Herstellung von Teppichen und Matten aus Jute und Kokosfaser spezialisierte Unternehmen wurde durchgängig bis zu seiner Schließung 1986 betrieben. Zu Spitzenzeiten waren mehr als 1000 Personen in den Seafield Works beschäftigt. Die Gebäude wurden zwischenzeitlich umgebaut und in Wohneinheiten unterteilt.

## Beschreibung
Die Gebäude stehen zwischen Taylor Street und Shepherd’s Loan westlich des Stadtzentrums von Dundee. Die meist mehrstöckigen Gebäude sind im historisierenden Italianate-Stil ausgestaltet. Zu den wesentlichen Elementen zählen die High Mill (nicht zu verwechseln mit der High Mill der Camperdown Works), die Low Mill und die West Factory. Für den Antrieb sorgten Dampfmaschinen, die in einem zentralen Gebäude untergebracht waren. Das Mauerwerk der Gebäude besteht aus ungleichförmigen Steinquadern, die zu einem Schichtenmauerwerk verbaut wurden. Die südexponierte Hauptfassade der 1861 erbauten High Mill ist 22 Achsen weit. Das abschließende schiefergedeckte Walmdach ist mit Dachfenstern und Ventilatoren ausgeführt. An der Nordwestkante ragt ein schlanker Campanile auf, der eine Treppenaufgang führt. Der Innenraum ist feuersicher mit gusseisernen Trägern und Böden ausgeführt.